# Obory (województwo pomorskie)
Obory (niem. Oberfeld) – wieś w Polsce, położona w województwie pomorskim, w powiecie kwidzyńskim, w gminie Kwidzyn.

## Nazwa
1 czerwca 1948 r. nadano miejscowości polską nazwę Obory.

## Historia
W latach 1975–1998 miejscowość należała administracyjnie do województwa elbląskiego.
Obory znajdowały się na trasie wąskotorowej Kwidzyńskiej Kolei Dojazdowej (zlikwidowanej w 1985 roku).